# Sarasvati (fleuve)
Pour les articles homonymes, voir Sarasvati.
 (juin 2017).
Si vous disposez d'ouvrages ou d'articles de référence ou si vous connaissez des sites web de qualité traitant du thème abordé ici, merci de compléter l'article en donnant les références utiles à sa vérifiabilité et en les liant à la section « Notes et références ».
La Sarasvati, en sanskrit सरस्वती नदी (sárasvatī nadī) est un fleuve mentionné dans les Véda qui le décrivent comme un cours d'eau majeur, jouant un rôle important pour la civilisation védique.
Puisque cette description ne correspond de façon évidente à aucun cours d'eau actuel, diverses interprétations et identifications ont été proposées à son sujet : fleuve purement mythique, identification avec certains cours d'eau actuels (dont le Helmand) ou assèchement (partiel ou complet) de l'ancien fleuve au cours de la désertification ayant formé le désert du Thar.

## Caractéristiques

### Historique
La Sarasvati aurait coulé dans le sous-continent indien, elle serait née de la confluence de nombreux cours d'eau, dont certains existent toujours, les rivières Sarsuti (en), Dangri (en), Chautang (en), descendant des contreforts de l'Himalaya dans le nord-ouest de l'Inde et le nord-est du Pakistan actuels ; certains affluents comme le Shatadru et la Yamuna existent toujours mais ont changé de cours, allant vers l'Indus et le Gange respectivement.
Le fleuve aurait été un des plus importants de cette région du monde avec une largeur supposée de sept kilomètres. Il fait partie des sept rivières sacrées de l'Inde. Le cours continuait vers le sud-ouest en restant parallèle à l'Indus ; après avoir arrosé Sidhpur, il se serait jeté dans le golfe de Kutch en Mer d'Arabie, tandis qu'un bras se dirigeait probablement vers le Rann de Kutch.

### La rivière aujourd'hui
L'endroit traditionnel du lit en partie asséché est souvent identifié avec la rivière actuelle Ghaggar-Hakra coulant dans le désert du Thar située entre le Rajasthan et le Gujarat en Inde et au Pakistan et devenue depuis endoréique. Un petit affluent de la Ghaggar est appelé Sarasvati. La partie existante du fleuve va de l’extrême sud de la chaîne des Aravallis au Rajasthan puis passe au Gujarat avant de se jeter dans le canal de Narmada.

## Dans les textes et l'hindouisme

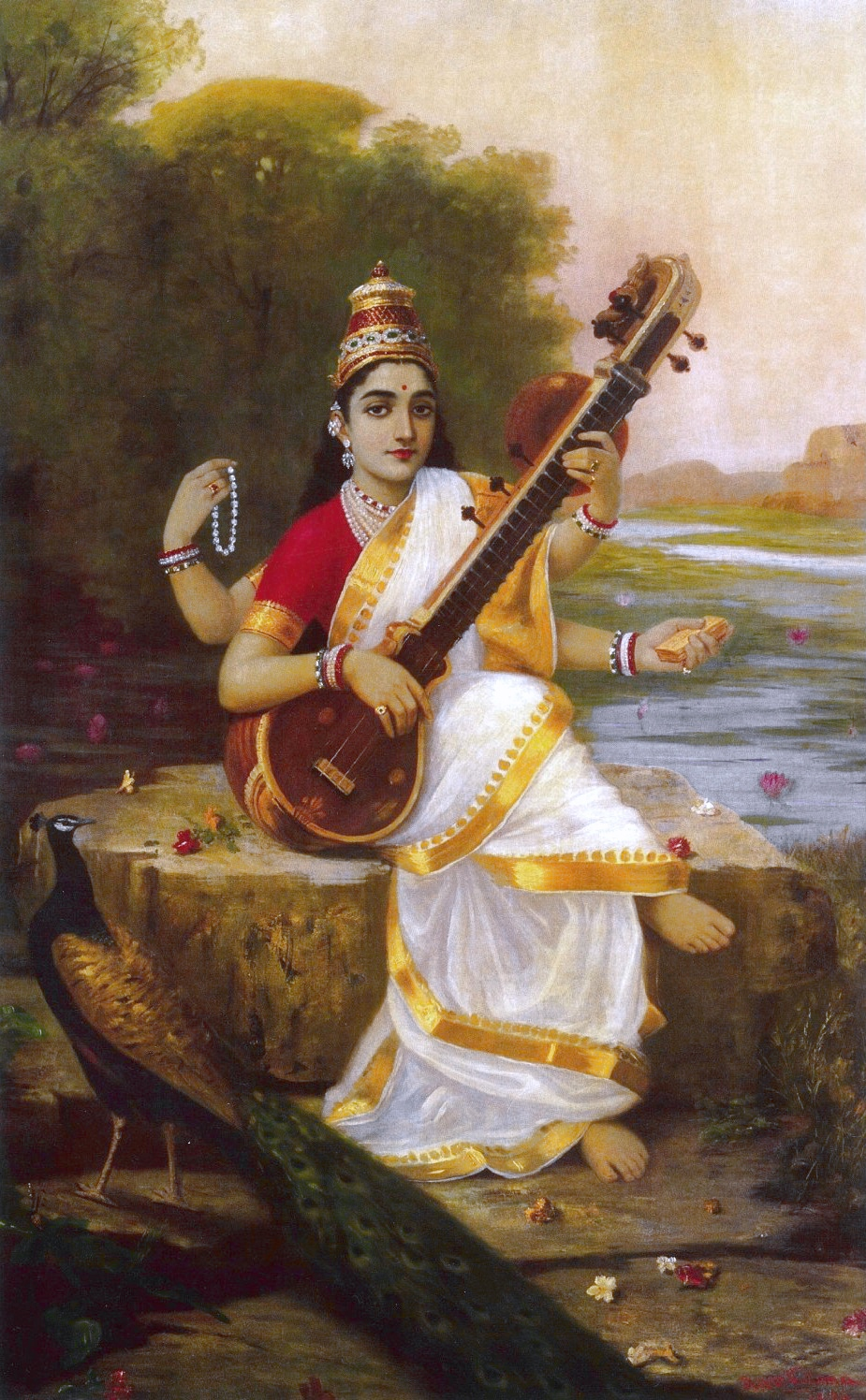
Peinture de la déesse Sarasvati par Ravi Varmâ.

Le fleuve est mentionné dans les Véda, son assèchement supposé se serait produit ainsi après leur rédaction. Dans le Rig-Véda est donnée la description des fleuves majeurs de l'Inde comme l'Indus et le Gange mais aussi la Sarasvati qu'il mentionne comme la plus belle d'entre eux.
Le fleuve portant le nom d'une déesse hindoue comme Ganga et Yamuna, il pourrait ne pas avoir existé physiquement mais plutôt dans une dimension spirituelle. Ainsi, le site d'Allahabad, où se tient une Kumbhamela tous les douze ans, est censé se trouver au confluent des trois cours d'eau, le Gange, la Yamuna et la Sarasvati, mais si les deux premiers sont bien réels, le troisième est supposé être souterrain ou spirituel.

## Indices archéologiques et causes de l'assèchement
Dès 1886, le géologue R. D. Oldham avait émis l'hypothèse d'une modification du réseau hydrographique qui aurait transformé le Rajasthan, autrefois fertile, en un désert, celui du Thar. Selon lui, ce fleuve prenait sa source dans l'Himalaya, traversait le Pendjab, l'Haryana, le Rajasthan, le Gujarat pour se jeter dans la Mer d'Arabie. Il avait trois affluents principaux : le Sutlej ou Shatadru, le Drishadvati et la Yamunâ qui se jette maintenant dans le Gange.
Ce système hydrographique aurait disparu entre -3000 et -2000 à la suite d'une catastrophe d'origine sismique. Cette hypothèse tectonique est confortée par l'activité sismique importante de la région, comme en témoignent les séismes subis par le Gujarat en 2001 et par le Cachemire en 2006. Après cette date, la Sarasvati n'est plus pérenne, coupée de son alimentation en eau de fonte des glaciers, et n'est alimentée que par la mousson. Une large majorité des sites de la civilisation de la vallée de l'Indus (-2500 à -1600) sont répartis tout le long de ce cours supposé de la Sarasvati, et la disparition de cette dernière est peut-être la cause de son déclin.
Des recherches récentes semblent indiquer que le bassin de la rivière Ghaggar-Hakra était principalement alimenté par la mousson et que la civilisation de la vallée de l'Indus a décliné à cause du changement climatique il y a environ 4000 ans.